# Bruno z Segni

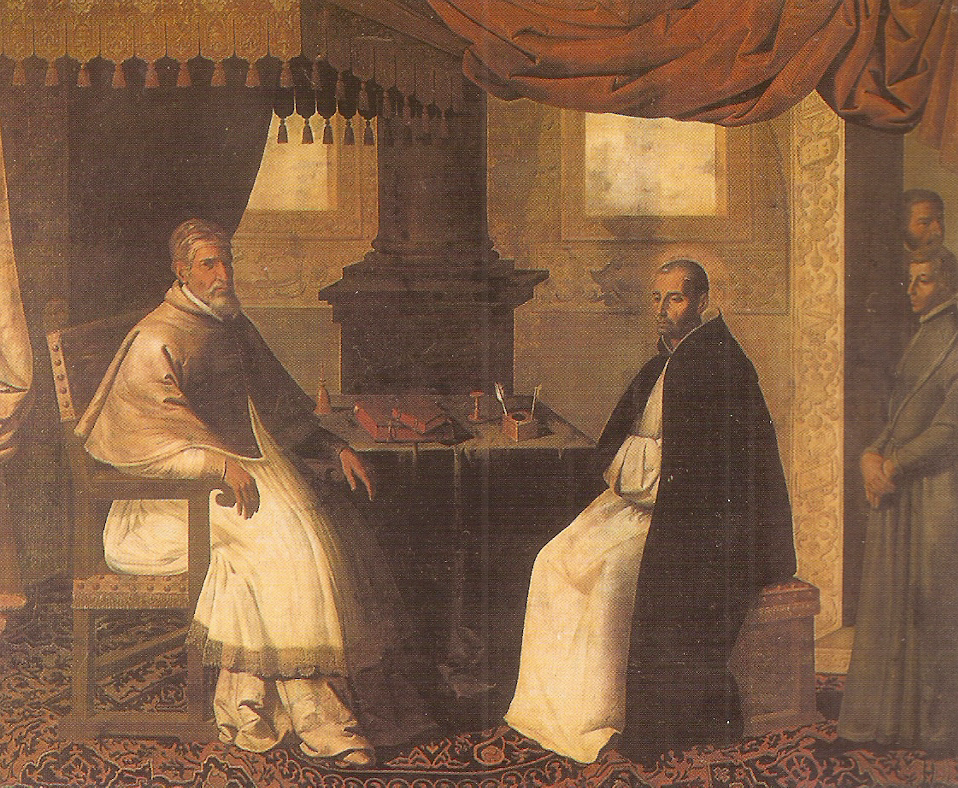
Bruno rozmawiający z Urbanem II

Święty Bruno (ur. ok. 1045–49, zm. 18 lipca 1123) – włoski kardynał, biskup Segni, opat benedyktyński na Monte Cassino. Święty Kościoła katolickiego. Znany jako Bruno z Segni lub Bruno z Asti.

## Życiorys
Bruno urodził się w Solero koło Asti i w młodości pobierał nauki w benedyktyńskim klasztorze św. Perpetui w Asti oraz w szkole w Bolonii. Następnie został kanonikiem w Sienie. Na synodzie rzymskim w 1079 Bruno wziął udział w dyspucie teologicznej z Berengarem z Tours i w ten sposób zwrócił na siebie uwagę papieża Grzegorza VII, który przewodniczył obradom synodu. Jeszcze w tym samym roku Bruno został wybrany biskupem Segni i zaliczony przez papieża do grona kardynałów-biskupów, mimo że Segni nigdy przedtem nie należało do diecezji suburbikarnych.
W następnych latach Bruno pozostał wierny Grzegorzowi VII i jego następcom w sporach z cesarzem Henrykiem IV i popieranym przez niego antypapieżem Klemensem III (1080–1100). 4 maja 1082 Bruno uczestniczył w synodzie rzymskim poświęconym walce z Klemensem III. Za pontyfikatu Wiktora III (1087) sprawował urząd bibliotekarza (kanclerza) Stolicy Apostolskiej. Uczestniczył w papieskiej elekcji w marcu 1088, w wyniku której papieżem został Urban II.
W latach 1089–96, choć Bruno utracił urząd kanclerski, niemal stale przebywał w najbliższym otoczeniu papieża Urbana II. 8 lipca 1089 i 6 lutego 1094 sygnował przywileje papieskie wystawione w Rzymie, w sierpniu 1092 towarzyszył Urbanowi II w Salerno, a w marcu 1093 na synodzie w Troia. 19 marca 1094 asystował przy konsekracji biskupa Lamberta z Arras, dokonanej przez Urbana II w rzymskim kościele S. Maria Nuova, a 5 kwietnia tego samego roku został wymieniony w przywileju papieskim dla diecezji Dol-de-Bretagne jako jeden z doradców papieża. W 1095–96 towarzyszył Urbanowi II w podróży do Francji: we wrześniu 1095 był razem z nim w Awinionie, 25 października 1095 w Cluny, 18 listopada 1095 na synodzie w Clermont, w grudniu 1095 w Limoges, 21 stycznia 1096 w Poitiers, 10 marca 1096 w Moyenmoutier, od 14 do 20 marca 1096 w Tours, na przełomie marca i kwietnia 1096 ponownie w Poitiers, 12 lipca 1096 w Nîmes i 20 lipca 1096 w Saint-Gilles. Następnie Bruno zniknął ze źródeł na blisko cztery lata. Nie uczestniczył w papieskiej elekcji 1099, ale przyczyny tej absencji nie są znane. Dopiero w sierpniu 1100 ponownie pojawił się w kurii papieskiej w Salerno, gdzie sygnował kilka dokumentów papieża Paschalisa II. W październiku 1100 uczestniczył w synodzie w Melfi, a 10 listopada 1100 podpisał przywilej papieski dla diecezji Troia wystawiony na Monte Cassino.
W 1102 Bruno, towarzysząc Paschalisowi II w podróży po Apulii, ciężko zachorował i złożył przyrzeczenie, że jeśli wyzdrowieje, wstąpi do klasztoru. Po wyzdrowieniu rzeczywiście wstąpił do klasztoru na Monte Cassino i złożył na ręce Paschalisa II rezygnację z biskupstwa w Segni, ten jednak jej nie przyjął. Dzięki mediacji opata Monte Cassino Oderisio de Marsi zawarto kompromis: Bruno uzyskał zezwolenie na życie w klasztorze jako mnich, ale przez 40 dni w roku musiał wypełniać swoje obowiązki kardynała-biskupa w kurii. W rzeczywistości co najmniej do 1106 Bruno większość czasu spędzał w służbie papiestwu: w marcu 1105 brał udział w synodzie na Lateranie, 8 września 1105 sygnował bullę Paschalisa II w Civita Castellana, następnie przez prawie rok (1105/06) przebywał we Francji jako legat papieski, a 2 listopada 1106 ponownie wystąpił jako świadek na dokumencie Paschalisa II wystawionym w Parmie. Niedługo potem prawdopodobnie odbył jeszcze jedną misję legacką, tym razem na Sycylię.
W listopadzie 1107 mnisi z Monte Cassino wybrali Brunona na swojego opata. Papież zatwierdził ten wybór, zezwalając mu na zachowanie swojej diecezji. W ciągu następnych czterech lat Bruno kilkakrotnie gościł papieża w swoim opactwie.
Wiosną 1111 król niemiecki Henryk V Salicki najechał Italię i zajął Rzym. Paschalis II został wówczas zmuszony do koronowania go na cesarza oraz do podpisania tzw. traktatu z Ponte Mammolo, w którym zrzekał się na rzecz cesarza prawa inwestytury. Traktat ten odbił się szerokim echem i wywołał oburzenie zwolenników reformy gregoriańskiej, a do jego najgłośniejszych krytyków należał także Bruno. Paschalis II, choć sam nie zamierzał realizować tego traktatu jako zawartego pod przymusem, zdecydowanie rozprawił się ze swoimi krytykami w kurii. Papież wycofał udzieloną Brunowi kilka lat wcześniej dyspensę, nakazując mu rezygnację ze stanowiska opata Monte Cassino i powrót do diecezji Segni. Bruno podporządkował się tej decyzji i w październiku 1111 powrócił na stałe do Segni, ale utracił status kardynała-biskupa i już nigdy nie odzyskał swej dawnej pozycji na dworze papieskim. O jego późniejszej działalności wiadomo jedynie, że brał udział w synodach laterańskich w marcu 1112 i w marcu 1116.
Bruno zmarł 18 lipca 1123. Został kanonizowany przez papieża Lucjusza III w 1183.
Szczególnym miejscem kultu świętego jest Segni, którego jest patronem. Jego wspomnienie obchodzone jest 18 lipca.

## Dzieła
Bruno z Segni jest autorem wielu dzieł o charakterze egzegetycznym, hagiograficznym i polemicznym:
- Expositio do ksiąg Starego Testamentu[21]
- Commentaria do Ewangelii oraz do Apokalipsy św. Jana[22]
- Homiliae[22]
- Sententiae[22]
- Tractatus[22]
- Epistolae[22]
- S. Leonis papae IX. vitae
- Libellus de symoniacis
- Vitae s. Petri confessoris et episcopi Anagniniae